# Anepsion depressum
Anepsion depressum är en spindelart som först beskrevs av Tord Tamerlan Teodor Thorell 1877.  Anepsion depressum ingår i släktet Anepsion och familjen hjulspindlar. Utöver nominatformen finns också underarten A. d. birmanicum.